# 手塚英孝
手塚 英孝(てづか ひでたか、1906年12月15日 - 1981年12月1日)は、日本の文学研究者、作家である。

## 経歴・人物
山口県熊毛郡周防村（現光市小周防）に代々続く医師の長男として生まれる。維新の英蘭学者手塚律蔵は曾祖父の弟にあたる。
旧制徳山中学から慶應義塾大学に進学する。徳山中学在学中に19世紀ロシア文学を愛読、特にトルストイの影響を受ける。慶應在学中に社会運動に参加するようになり、その後当時非合法だった日本共産党に入党し、文化団体の活動をする。日本プロレタリア作家同盟（ナルプ）の新人作家であったこの時期の作品に1932年に発表した「虱」がある。
1933年に検挙され、出獄した後は同じ中学の一年後輩だった宮本顕治の救援活動をおこない、宮本百合子と協力して獄中でのたたかいを支えた。
戦後、再建された日本共産党に入党し、日本民主主義文学同盟常任幹事、『民主文学』編集長を務めるなど、新日本文学会から日本民主主義文学同盟へと一貫して民主主義文学運動の発展に尽力したことでも知られるのである。
また、非合法活動を共にした同志である小林多喜二の伝記研究を進め、1958年に筑摩書房から刊行した『小林多喜二』は、その後も補訂を重ねつつ、多喜二の伝記として内外から高く評価された。
また、『小林多喜二全集』の編集にも携わり、現在の形で小林多喜二作品が読めるようになったのは彼の功績によるところが大きい。
小説家としては寡作であったが、1973年にはほぼ全作品をおさめた単行本『落葉をまく庭』（東邦出版社）で多喜二・百合子賞を受賞した。表題作は、皇居清掃団の活動に取材したもので、戦後の天皇制をめぐる問題を追及した作品であった。
1981年12月1日に死去。
『小林多喜二』『落葉をまく庭』も含めたほぼ全集にあたる、『手塚英孝著作集』全3巻が、新日本出版社から刊行されている。
山口県光市浅江の「わかば公園」に手塚英孝の記念碑がある。また地元の光地方郷土史研究会が手塚の生涯を研究、発表している。

## 手塚英孝賞
日本民主主義文学同盟は、プロレタリア文学の時代からの作家であり、小林多喜二・宮本百合子の研究家であった手塚英孝の業績を顕彰し、新しい評論の書き手の育成をめざして、2000年に「手塚英孝賞」を設けている。